# Pedro Fernández Madrid
Pedro Fernández Madrid (La Habana, Cuba, 13 de diciembre de 1817-Serrezuela, Cundinamarca, 8 de febrero de 1875) fue un político, escritor y educador colombiano.

## Biografía
Su padre fue el prócer de la Independencia José Fernández Madrid, quien se encontraba desterrado en Cuba con su familia para cuando nació Pedro. Su madre fue Francisca Domínguez-de-la-Roche. La familia regresó al país en 1825, específicamente a Cartagena de Indias, pero al año siguiente su padre es nombrado agente confidencial en París, por lo que toda la familia viaja a Europa. En 1827 se trasladan a Londres, hasta la muerte de José Fernández Madrid en 1830. En Bogotá se gradúa en 1838 como abogado del Colegio Mayor Nuestra Señora del Rosario; un año antes se había iniciado como columnista y escritor.
Entre 1843 y 1850 se desempeñó como Jefe de Sección en la Secretaría (ministerio) de Relaciones Exteriores, destacándose en la defensa de la soberanía neogranadina en Mosquitia; fue Subsecretario interino y rechazó el cargo en propiedad. En 1852 fue elegido al Congreso, que llegó a presidir en 1857; en este mismo año fue Presidente del Estado de Boyacá. En 1859 fue Designado Presidencial y en 1864 se retiró de la actividad pública y se retira a su hacienda.
Se destacó como profesor del Rosario en las cátedras de inglés, historia, literatura y derecho internacional.
En 1851 en Bogotá, se casó con Vicenta Martínez-Ordóñez. Tuvieron hijos con nombres: Rosalía, Alejandrina, Pedro Vicente, y Camilo. 

## Muerte
Fallece el 8 de febrero del año 1875 en el municipio de Serrezuela en Cundinamarca, por lo cual y como homenaje póstumo, unos meses después, este municipio cambia de nombre a Madrid.